# Rechtsleer
De rechtsleer (ook wel doctrine genoemd) is het geheel van geschriften gewijd aan het recht door gezaghebbende auteurs, meestal rechtsgeleerden. Het recht zoals aangetroffen in de wetgeving en in de rechtspraak spreekt immers niet voor zich, maar moet verduidelijkt worden.

## Functies
De rechtsleer heeft verschillende functies:
- het geven van commentaar op wetgeving en rechtspraak: in dit verband wordt er gezegd dat de rechtsleer schrijft over de lege lata (het recht zoals het is) en de lege ferenda (het recht zoals het zou moeten zijn)
- de interpretatie van wetgeving en rechtspraak
- de inpassing in het gehele rechtssysteem van een bepaalde wet of rechterlijke uitspraak
- de vergelijking met andere rechtsstelsels (rechtsvergelijking)

## Rechtsbron
De rechtsleer is een zelfstandige, doch niet bindende rechtsbron. Dit betekent dat de rechtsleer een eigen, opzichzelfstaande verschijningsvorm is van het recht, doch dat de interpretatie die de rechtsleer geeft aan het recht niet bindend is voor de burger, het bestuur of de rechter.